# Otello Profazio
Otello Ermanno Profazio (Rende, 26 de dezembro de 1936 – Régio da Calábria, 24 de julho de 2023) foi um cantor, compositor e contador de histórias de gênero popular e folclórico da Calábria e de outras regiões do Sul da  Itália.

## Biografia
Otello Profazio  ficou conhecido por revisar e reinterpretar muitas canções da tradição calabresa e do Sul da  Itália, cantando também poemas de Ignazio Buttitta, em dialeto siciliano. 
Grande divulgador da música folclórica da região Sul da  Itália, Otello Profazio também desempenhava outras funções, como partícipe de rádio nos anos de 1960 e 1970 e por 15 anos escreveu uma seção semanal denominada  "Profaziate" publicada pelo jornal "La Gazzetta del Sud". 
Considerado um dos mais importantes cantores que cantam em dialeto no sul da Itália. Premiado com o disco de ouro pela venda de mais de um milhão de cópias do álbum: "Qua si campa d'aria", sendo ainda hoje o único cantor do gênero popular a alcançar este feito na Itália.
Profazio morreu no dia 24 de julho de 2023, aos 86 anos.

## Discografia
- 1963: Calabria (Fonit Cetra, LPP 12)
- 1964: Profazio Canta Buttitta: il treno del sole (Fonit Cetra, LPP 29)
- 1965: Storie e leggende del Sud (Fonit Cetra, LPP 52)
- 1966: I paladini di Francia (Fonit Cetra, LPP 132)
- 1967: Arie e danze del Sud (Fonit Cetra, LPP 138)
- 1969: L'Italia cantata dal Sud (Fonit Cetra)
- 1971: Sollazzevole (Fonit Cetra, LPP 188)
- 1972: Gabriella, i suoi amici...e tanto folk (RCA Italiana)
- 1973: Gesù, Giuseppe e Maria (Fonit Cetra, LPP 209)
- 1973: Il brigante Musolino (Fonit Cetra)
- 1974: Qua si campa d'aria (Fonit Cetra, LPP 241)
- 1976: Amuri e pilu (Fonit Cetra, LPP 301)
- 1976: Calabria (Elca Sound; ristampa dell'album del 1963)
- 1978: Scibilia Nobili (Fonit Cetra, LPP 354)
- 1978: Patti Marina in Sicilia (Fonit Cetra, LPP 378)
- 1978: Tra Scilla e Cariddi
- 1978: Mannaja all'ingegneri
- 1979: Guardavalle in Calabria (Fonit Cetra, LPP 377)
- 1979: Petina degli Alburni in Campania
- 1979: Cassano Jonio in Calabria (Fonit Cetra, LPP 393)
- 2003: Il brigante Musolino (MC,CD) republicado, com a autêntica voz do brigante Giuseppe Musolino
- 2006: Il filo di seta

### 78 RPM
- 1957: Lu briganti Musulinu/Ciuriddu di' stu cori (Cetra, DC 6745)
- 1955: Calabrisella/Chi bellu mussu (Cetra, DC 6271)
- 1953: U figghiu du mastru pettinaru/U Ciucciu (Cetra, DC 5686)

### 45 RPM
- 1966: Pastorale nataliazia/Tarantella cantata (Fonit Cetra, SPD 603)
- 1967: Garibaldi popolare/Parlamento... Parlamento... - La Leva (Fonit Cetra, SPD 606)
- 1968: Amuri/La crozza (Fonit Cetra, SPD 627)